# 10. november
10. november er dag 314 i året i den gregorianske kalender (dag 315 i skudår). Der er 51 dage tilbage af året.

### Begivenheder
Født - Dødsfald
- 371 Dagen for mortensaften. I mange danske hjem spises andesteg, selvom legenden siger, at det var gæs, der røbede Sankt Mortens gemmested i 371. Han ville ikke udnævnes til biskop og gemte sig i en gåsesti.
- 1775 - US Marine Corps grundlægges.
- 1871 - Journalist og opdagelsesrejsende Henry Stanley, som er udsendt af New York Tribune, finder den savnede skotske missionær David Livingstone ved Ujiji Tanganyika søen og udtaler de udødelige ord: "Dr Livingstone, I presume?".
- 1918 - 1. verdenskrig slutter.
- 1928 - Hirohito krones til kejser af Japan, 27 år gammel. I praksis har han styret landet i syv år under faderens sygdom. Han kommer til at sidde på tronen i over 60 år.
- 1940 - Angreb med torpedobomber ødelægger den italienske flåde ved Taranto.
- 1952 - FN's generalsekretær Trygve Lie meddeler, at han har besluttet at træde tilbage. Baggrunden er længere tids chikaner fra Sovjetunionen.
- 1955 - Der fremsættes lovforslag om bygning af et atomforsøgscenter med to reaktorer på Risø.
- 1960 - Det besluttes at indføre parkometre i København.
- 1967 - Marie Lock-Hansen myrdes i sit hjem på Hestehavevej i Århus. Herved skabes en af danmarkshistoriens største mordgåder.
- 1975 - Angola bliver frit efter 500 års portugisisk herredømme.
- 1989 - Bulgariens præsident Todor Zhivkov afsættes.
- 2008 - Det offentliggøres at Hendes Kongelige Højhed Prinsesse Marie og Hans Kongelige Højhed Prins Joachim venter barn. Prinsessen forventes at føde i maj 2009

### Født
- 1483 - Martin Luther, tysk protestantisk reformator (død 1546).
- 1668 - François Couperin, fransk komponist (død 1733).
- 1683 - Georg 2., britisk konge (død 1760).
- 1697 - William Hogarth, engelsk kunstner (død 1764).
- 1710 - Adam Moltke, dansk politiker og diplomat (død 1792).
- 1759 - Friedrich Schiller, tysk digter (død 1805).
- 1788 - Wilhelmina Geertruida van Idsinga, frisisk maler (død 1819).
- 1810 - Hans Peter Christian Møller, dansk forsker af bløddyr (død 1845).
- 1834 - José Hernández, argentinsk forfatter og politiker (død 1886).
- 1908 - Hakon Stangerup, dansk forfatter, litteraturhistoriker og kritiker (død 1976).
- 1914 - Tage Lyneborg, dansk kapelmester (død 2004).
- 1916 - Louis le Brocquy, irsk maler (død 2012).
- 1925 - Richard Burton, walisisk skuespiller (død 1984).
- 1928 - Ennio Morricone, italiensk komponist (død 2020).
- 1928 - Asger Bonfils, dansk skuespiller og sceneinstruktør (død 2018).
- 1932 - Roy Scheider, amerikansk skuespiller (død 2008).
- 1944 - Tim Rice, engelsk tekstforfatter.
- 1950 - Lynge Jakobsen, sportsdirektør, AaB.
- 1951 - Victor Suhorukov, russisk skuespiller .
- 1954 - Emmet Feigenberg, dansk sceneinstruktør.
- 1969 - Jens Lehmann, tysk fodboldspiller.
- 1972 - Isaac Bruce, amerikansk fodboldspiller, wide receiver.
- 1974 - Niko Hurme, finsk musiker.
- 1990 - Andreas Laudrup, dansk fodboldspiller, søn af Michael Laudrup.
- 1990 - Aron Jóhannsson, amerikansk/islandsk professionel fodboldspiller

### Dødsfald
- 1066 - Johan af Mecklenburg, biskop - henrettet.
- 1495 - Dorothea af Brandenburg, dansk dronning (født ca. 1430).
- 1657 - Anders Bille, dansk rigsmarsk (født 1600).
- 1860 - Søren Kanne, dansk husmand og hverdagshelt (født ca. 1801).
- 1861 - J.S. Fibiger, dansk generalmajor og krigsminister (født 1793).
- 1891 - Arthur Rimbaud, fransk digter (født 1854).
- 1907 - Alexander Zick, tysk historie-, portræt- og genremaler (født 1845).
- 1938 - Kemal Atatürk, tyrkisk landsfader (født 1881).
- 1944 - Wang Jing-wei, kinesisk politiker (født 1883).
- 1960 - Sverre Patursson, færøsk forfatter (født 1871).
- 1982 - Leonid Brezjnev, sovjetisk statsleder (født 1906).
- 1983 - Carl Erik Soya, dansk forfatter (født 1896).
- 1991 - Gunnar Gren, svensk fodboldspiller og træner (født 1920).
- 1991 - Curt Weibull, svensk forfatter, historiker og professor (født 1886).
- 1998 - Otto Ferdinand Kortsch, dansk lærer og medlem af det tyske mindretals ledelse (født 1906).
- 2001 - Ken Kesey, amerikansk forfatter (født 1935).
- 2003 - Morten Lange, dansk botaniker og politiker (født 1919).
- 2004 - Grete Roulund, dansk forfatter (født 1946).
- 2006 - Jack Palance, amerikansk skuespiller (født 1919).
- 2009 - Robert Enke, tysk fodboldspiller (født 1977).

|  | Denne datoartikel kan blive bedre, hvis der indsættes et (bedre) billede Du kan hjælpe ved at afsøge Wikimedia Commons for et passende billede eller uploade et godt billede til Wikimedia Commons iht. de tilladte licenser og indsætte det i artiklen. |